# Милош Форман
Јан Томаш Форман (чеш. Jan Tomáš Forman; Часлав, 18. фебруар 1932 — Данбери, 13. април 2018), познатији као Милош Форман (чеш. Miloš Forman), био је чехословачки и амерички филмски режисер, сценариста, глумац и професор.
Форман је био важна личност у Чехословачком новом таласу. Филмски научници и чехословачке власти видели су његов филм The Firemen's Ball из 1967. као горку сатиру о источноевропском комунизму. Филм је првобитно приказан у биоскопима у његовој домовини у реформистичкој атмосфери Прашког пролећа. Међутим, касније га је забранила комунистичка влада након инвазије земаља Варшавског пакта 1968. године. Форман је потом био приморан да напусти Чехословачку и оде у Сједињене Државе, где је наставио да снима филмове, постижући шири критички и финансијски успех. Године 1975, режирао је One Flew Over the Cuckoo's Nest (1975) са Џеком Николсоном као пацијентом у менталној установи. Филм је добио широко признање и био је други у историји који је освојио свих пет великих Оскара: најбољи филм, режија, сценарио, глумац у главној улози и глумица у главној улози.
Године 1978, он је режирао антиратни мјузикл Коса који је премијерно приказан на Филмском фестивалу у Кану 1979. године. Године 1981, он је режирао драмски филм са почетка века, Ragtime, који је био познат по великом глумачком ансамблу. Филм је добио осам номинација за Оскара. Његов следећи играни филм био је историјски биографски филм, Амадеус (1984), заснован на животу чувеног класичног музичара Волфганга Амадеуса Моцарта са Томом Халсом и Ф. Марејом Абрахамом у главним улогама. Филм је био критички и финансијски успех, зарадио је једанаест номинација са осам победа, укључујући за најбољи филм, и још једну победу за Формана као најбољег редитеља. Године 1996, Форман је добио још једну номинацију за Оскара за најбољу режију за филм The People vs. Larry Flynt (1996).
Током своје каријере освојио је две Оскара, три Златна глобуса, Гран при на Филмском фестивалу у Кану, Златног медведа на Берлинском филмском фестивалу, награду Британске академије, награду Цезар, награду Дејвид ди Донатело и Чешког лава.

## Биографија
Форман је рођен као син Ане Форман, која је водила љетњи хотел, и Рудолфа Формана, професора. Родитељи су му били протестанти. Отац му је ухапшен за дијељење забрањених књига током нацистичке окупације и умро је 1944. у Бухенвалду, а мајка му је умрла у Аушвицу 1943. године. Форман је за то вријеме живио код родбине и тек касније открио да је његов прави отац био јеврејски архитекта.
Након рата, Форман је похађао наставу на Колеџу „Краљ Џорџ” (енгл. King George College) у бањском граду Подјебрадију, гдје су му колеге биле Вацлав Хавел и браћа Машин. Касније је студирао сценографију на Академији музичких умјетности у Прагу.
Милош Форман је преминуо 13. априла 2018. године у Данберију у Округу Личфилд (Конектикат, Сједињене Америчке Државе).

## Каријера
Форман је режирао неколико чешких филмова у Чехословачкој. Међутим, када су војне снаге Совјетског Савеза и Варшавског пакта 1968. године ушле у Праг да би прекинуле „Прашко прољеће“, он је већ био у Паризу преговарајући око снимања свог првог америчког филма. Филмски студио у којем је радио у Прагу га је отпустио, уз тврдње да бесправно борави ван земље. Преселио се у Њујорк, гдје је касније почео да ради као предавач Универзитету Колумбија; постао је један од два предсједника одсјека за филм на овом универзитету. Један од његових ученика је био и Џејмс Манголд, ког је Форман савјетовао у вези са сценографијом.
Заједно са кинематографом Мирославом Ондричеком и дугогодишњим школским пријатељем Иваном Пасером, Форман је снимио неми документарац Семафор о позоришту Семафор. Форманова прва важна продукција била је Аудиција, документарац о такмичарским певачима. Он је режирао неколико чешких комедија у Чехословачкој. Био је у Паризу преговарајући о продукцији свог првог америчког филма током Прашког пролећа 1968. године. Његов послодавац, Чешки студио, дао му је отказ, те је одлучио да се пресели у САД. Преселио се у Њујорк, где је касније постао професор филма на Универзитету Колумбија 1978. и копредседавајући (са својим бившим наставником Франтишеком Данијелом) на одсеку за филм Колумбије. Један од његових штићеника био је будући режисер Џејмс Манголд, коме је био ментор на Колумбији. Редовно је сарађивао са кинематографом Мирославом Ондричеком.
Упркос почетним тешкоћама у туђој земљи, Милош је постигао завидан успјех 1975. године филмском адаптацијом романа Кена Кизија (Лет изнад кукавичјег гнијезда), која је награђена са пет Оскара од којих је један био и за режију. Године 1977. Форман је постао натурализовани држављанин САД. У његове касније успјехе спадају филмови Амадеус, који је освојио осам Оскара, и Народ против Ларија Флинта, који је био предложен за Оскара за најбољу режију а освојио је награду Златни глобус. Године 1979. је режирао филм Коса за који је био предложен за награде Сезар и Златни глобус.
Године 1997. Форман је добио награду Кристални глобус за изузетан допринос свјетској кинематографији Међународном филмском фестивалу у Карловим Варима. Године 2000. Форман је глумио у режисерском дебију Едвард Нортон, Чувајући вјеру.

## Приватни живот
Форман је имао два сина близанца, Петра и Матеја, који се такође баве филмом и позориштем. Иначе, астероид 11333 Форман је добио име по Милошу Форману.

## Филмографија

### Режисер
- 1960 —
- 1963 —
- 1963 —
- 1964 — Црни Петар (Cerný Petr, Black Peter)
- 1965 — Љубави једне плавуше (Lásky jedné plavovlásky, The Loves of a Blonde)
- 1966 —
- 1967 — Гори, моја госпођице (Horí, má panenko, The Firemen's Ball)[14]
- 1971 — Недостаје ми Соња Хени (I Miss Sonia Henie)
- 1971 — Свлачење (Taking Off)
- 1973 —
- 1975 — Лет изнад кукавичјег гнијезда
- 1979 — Коса
- 1981 — Регтајм (Ragtime)
- 1984 — Амадеус (Amadeus)
- 1989 — Валмон (Valmont)
- 1996 — Народ против Ларија Флинта
- 1999 — Човјек на Мјесецу (Man on the Moon)
- 2006 —
- 2006 — Гојини духови (Goya's Ghosts)

### Сценариста
- 1955 —
- 1957 —
- 1960 —
- 1963 —
- 1963 —
- 1964 —
- 1965 —
- 1967 —
- 1969 —
- 1971 —
- 1971 —
- 1989 —
- 2006 — Гојини духови

### Глумац
- 1954 — Stríbrný vítr[15]
- 1957 —
- 1986 —
- 1989 —
- 2000 — Чувајући вјеру

### Продуцент
- 1990 —
- 2000 —
- 2004 —

## Почасти и наслеђе
In 1977, he became a naturalized citizen of the United States. In 1985, he headed the Cannes Film Festival and in 2000 did the same for the Venice Film Festival. He presided over a César Award ceremony in 1988. In April 2007, he took part in the jazz opera Dobře placená procházka, itself a remake of the TV film he made in 1966. It premiered at the Prague National Theatre, directed by Forman's son, Petr Forman. Named 30th greatest Czech by Největší Čech Forman's films One Flew Over the Cuckoo's Nest and Amadeus were selected for the National Film Registry as being "culturally, historically, or aesthetically significant" in 1993 and 2019 respectively